# Aedes silvestris
Aedes silvestris är en tvåvingeart som beskrevs av Nikolas Vladimir Dobrotworsky 1960. Aedes silvestris ingår i släktet Aedes och familjen stickmyggor. Inga underarter finns listade i Catalogue of Life.